# Ичатка
Ичатка — река в России, протекает в Нагорском районе Кировской области. Устье реки находится в 12 км по левому берегу реки Орловица. Длина реки составляет 11 км.
Исток реки на Северных Увалах в урочище Парфёновцы в 22 км к юго-западу от посёлка Нагорск. Река течёт на юг по лесному массиву. В среднем течении в 1,5 км от реки находится село Заево (Чеглаковское сельское поселение). Впадает в Орловицу в урочище Ичатка.

## Данные водного реестра
По данным государственного водного реестра России относится к Камскому бассейновому округу, водохозяйственный участок реки — Вятка от истока до города Киров, без реки Чепца, речной подбассейн реки — Вятка. Речной бассейн реки — Кама.
По данным геоинформационной системы водохозяйственного районирования территории РФ, подготовленной Федеральным агентством водных ресурсов:
- Код водного объекта в государственном водном реестре — 10010300212111100031556
- Код по гидрологической изученности (ГИ) — 111103155
- Код бассейна — 10.01.03.002
- Номер тома по ГИ — 11
- Выпуск по ГИ — 1